# ميخائيل مورغان
ميخائيل مورغان (21 مايو 1936 - )  (بالإنجليزية: Michael Morgan)‏ هو لاعب كريكت بريطاني.